# Sarcenas
Sarcenas ist eine französische Gemeinde mit 250 Einwohnern (Stand: 1. Januar 2022) im Département Isère in der Region Auvergne-Rhône-Alpes (vor 2016 Rhône-Alpes). Sie gehört zum Arrondissement Grenoble, zum Kanton Grenoble-2 und zum Gemeindeverband Grenoble-Alpes-Métropole.

## Geografie
Sarcenas liegt etwa neun Kilometer nordnordöstlich von Grenoble in der Südabdachung des Chartreuse-Massivs innerhalb des Regionalen Naturparks Chartreuse. Umgeben wird Sarcenas von den Nachbargemeinden Saint-Pierre-de-Chartreuse im Norden, Le Sappey-en-Chartreuse im Osten und Südosten, Quaix-en-Chartreuse im Süden und Südwesten sowie Proveysieux im Westen.

## Bevölkerungsentwicklung
| Jahr                       | 1962 | 1968 | 1975 | 1982 | 1990 | 1999 | 2006 | 2013 | 2021 |
| -------------------------- | ---- | ---- | ---- | ---- | ---- | ---- | ---- | ---- | ---- |
| Einwohner                  | 69   | 80   | 90   | 98   | 128  | 141  | 171  | 199  | 242  |
| Quellen: Cassini und INSEE |      |      |      |      |      |      |      |      |      |

## Sehenswürdigkeiten
- Kirche Saint-Barthélemy aus dem 12. Jahrhundert
- Schloss Sarcenas aus dem 18. Jahrhundert

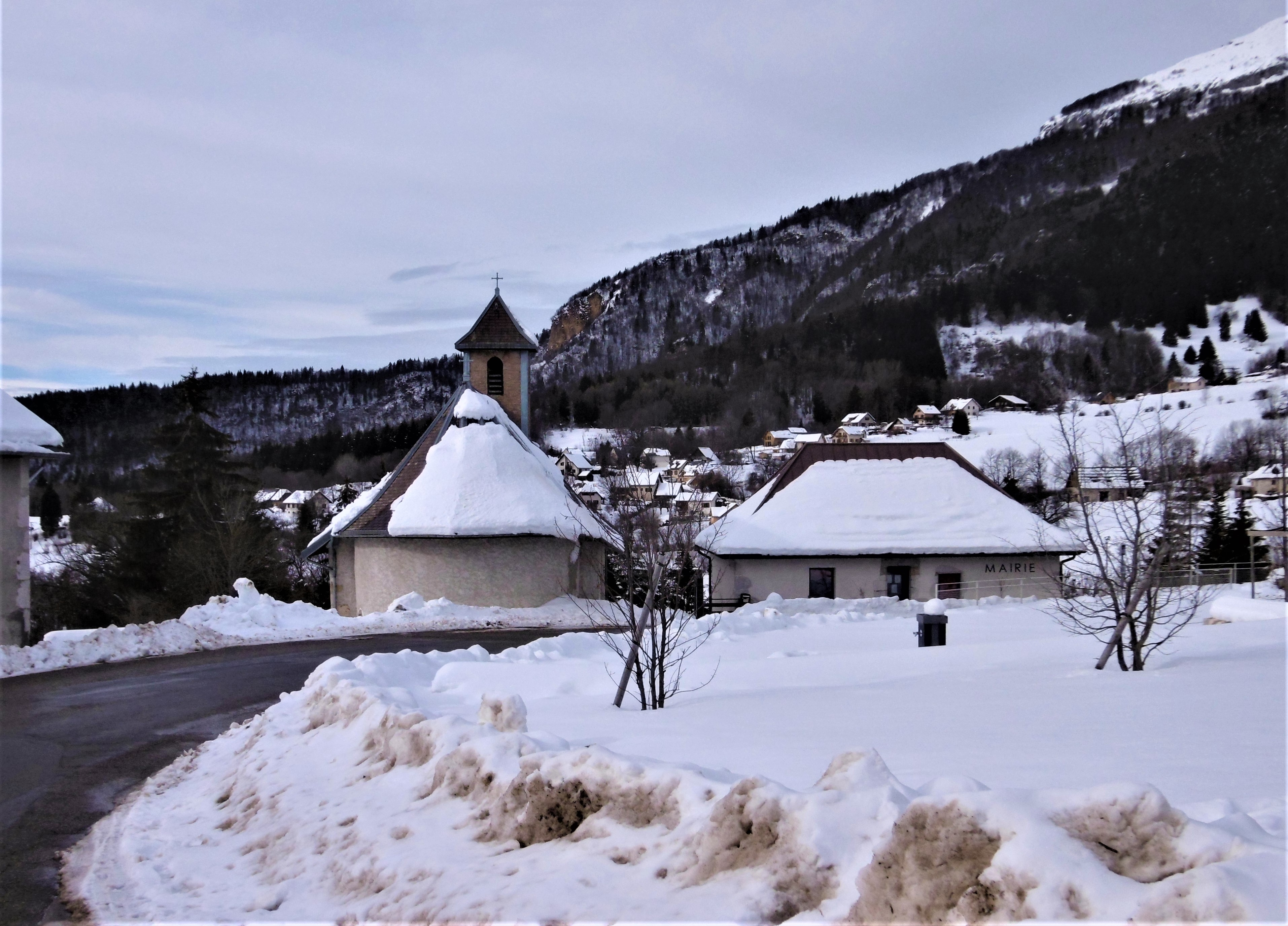
Rathaus und Kirche

- Rathaus